# 石川県道46号志賀田鶴浜線
石川県道46号志賀田鶴浜線（いしかわけんどう46ごう しかたつるはません）は、石川県羽咋郡志賀町と同県七尾市を結ぶ県道（主要地方道）である。

## 概要
起点から概ね北東方向に進み、能登半島を横断する。外浦側の志賀町中心部の高浜地区とのと里山海道上棚矢駄インターチェンジ、内浦側の七尾市田鶴浜地区とを結ぶ。
のと里山海道上棚矢駄IC - 当県道 - 石川県道298号七尾鳥屋線 - 七尾市国分交差点のコースは、のと里山海道と七尾市街地とを直結するルートとして、七尾道路の呼称で整備が進められている。
路線名に含まれている「田鶴浜」とは、2004年（平成16年）まで存在した田鶴浜町のことである。

### 路線データ
- 起点：石川県羽咋郡志賀町高浜町マ部19番3地先（高浜交番前交差点、国道249号交点）
- 終点：石川県七尾市西下町へ部28番1地先（西下橋詰、石川県道18号氷見田鶴浜線・石川県道116号末吉七尾線交点）

## 歴史
- 1960年（昭和35年）10月15日：道路法（昭和27年法律第180号）第10条第1項の規定に基づき「後山田鶴浜線」（整理番号157）[1]および「能登部高浜線」（整理番号16）[2]をそれぞれ路線認定。
- 1979年（昭和54年）6月5日：「後山田鶴浜線」の起点を羽咋郡志賀町上棚に変更し、同時に路線名を「上棚田鶴浜線」に変更[3]。
- 1982年（昭和57年）
  - 4月1日：「志賀田鶴浜線」として、「上棚田鶴浜線」および「能登部高浜線」の一部を主要地方道に指定[4]。
  - 10月5日：「上棚田鶴浜線」および「能登部高浜線」をそれぞれ廃止[5]。同時に「上棚田鶴浜線」の全区間および「能登部高浜線」のうち、羽咋郡志賀町上棚から同町高浜町（現在の起点）の各区間を現在の路線名で認定[6]。なお「能登部高浜線」の残りの区間（羽咋郡志賀町上棚 - 鹿島郡鹿西町（現在の中能登町）能登部）は、同日「志賀鹿西線」として新たに路線認定された[6]。
- のちに、能登有料道路（現・のと里山海道）上棚矢駄ICを通過するコースや、伊久留（いくろ）バイパスの開通により、経路変更。
- 1993年（平成5年）5月11日 - 建設省から、県道志賀田鶴浜線が志賀田鶴浜線として主要地方道に指定される[7]。
- 2011年（平成23年）8月6日：石川県道251号志賀鹿西線と直接接続する[8]。

## 路線状況

### 重複区間
- 石川県道233号羽咋田鶴浜線（羽咋郡志賀町二ノ所宮 - 羽咋郡志賀町矢駄）
- 石川県道18号氷見田鶴浜線（七尾市西下町地内）
- 石川県道116号末吉七尾線（七尾市西下町・西下交差点 - 七尾市西下町・西下橋詰：終点）

## 地理

### 通過する自治体
- 羽咋郡志賀町
- 鹿島郡中能登町
- 七尾市

### 交差する道路

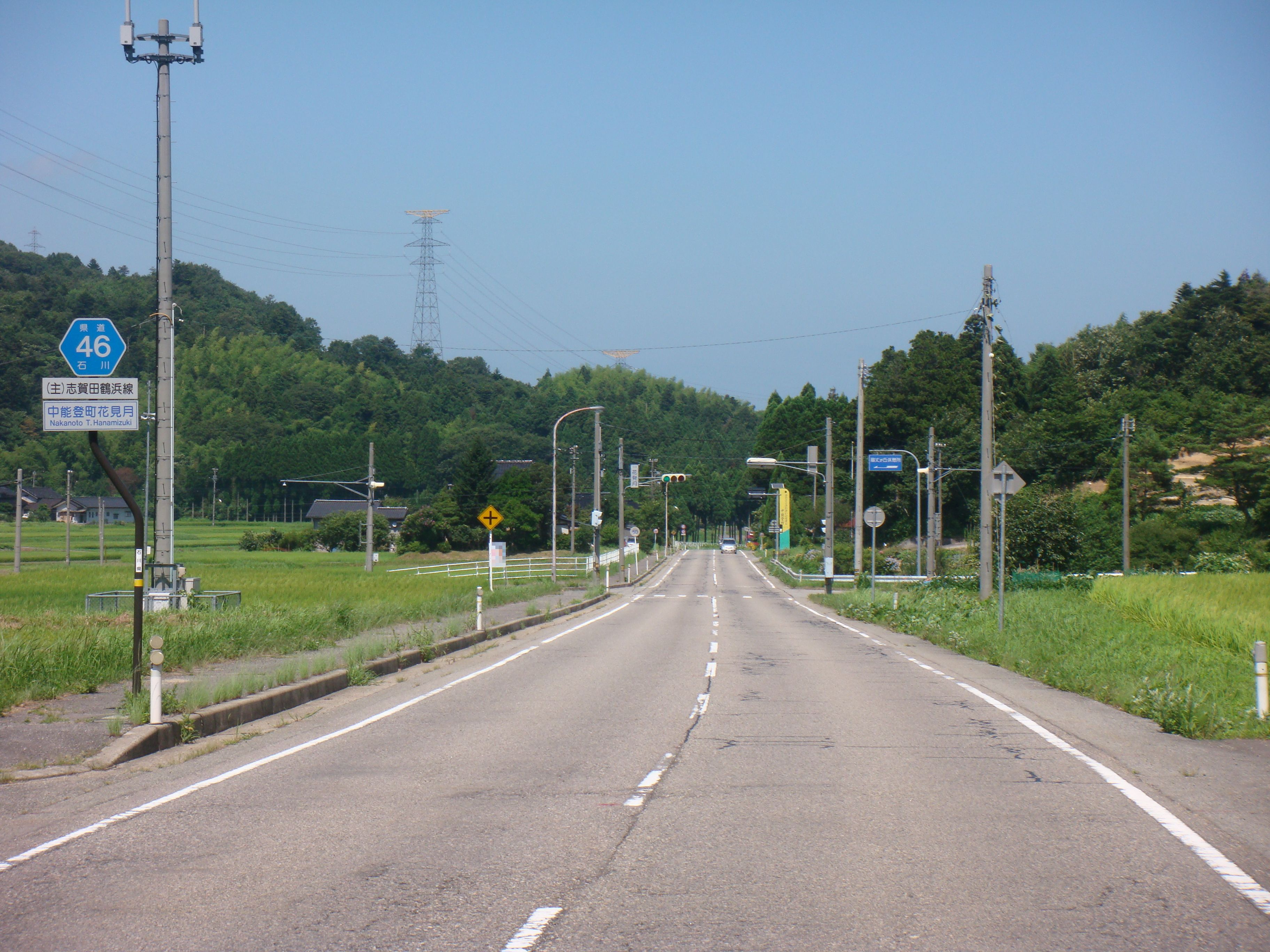
中能登町花見月
（2011年（平成23年）撮影）

- 国道249号（羽咋郡志賀町高浜町・高浜交番前交差点、起点）
- 羽咋広域農道（羽咋郡志賀町福野・宿女交差点）
- 石川県道233号羽咋田鶴浜線（羽咋郡志賀町二ノ所宮）
- 石川県道233号羽咋田鶴浜線（羽咋郡志賀町矢駄）
- のと里山海道（石川県道60号金沢田鶴浜線）（羽咋郡志賀町上棚・上棚矢駄インター交差点）
- 石川県道251号志賀鹿西線（羽咋郡志賀町上棚）
- 石川県道252号瀬戸春木線（鹿島郡中能登町瀬戸・瀬戸交差点）
- 石川県道298号七尾鳥屋線（鹿島郡中能登町瀬戸）
- 石川県道18号氷見田鶴浜線（七尾市西下町）
- 石川県道116号末吉七尾線（七尾市西下町・西下交差点）
- 石川県道18号氷見田鶴浜線・石川県道116号末吉七尾線（七尾市西下町・西下橋詰、終点）

### 沿線にある施設など
- 羽咋警察署 高浜交番
- 志賀町立高浜小学校
  - 志賀町高浜体育館
- 志賀町立下甘田小学校
- 眉丈が丘休憩所
- 相馬公民館（旧田鶴浜町立相馬小学校）
  - 海軍航空隊 相馬飛行場跡 石碑
- 七尾満仁郵便局
- 七尾警察署 相馬駐在所